# 블랙잭 전투
블랙잭 전투(Battle of Black Jack)는 1856년 6월 2일에 캔자스주 볼드윈 시 근처에서 노예폐지론자인 존 브라운이 헨리 C. 페이트의 캠프를 기습하여 발발한 분쟁이다. 이 전투는 캔자스 유혈 사태의 한 사건으로 인용되었고, 1861년부터 1865년까지 벌어진 남북 전쟁의 한 요인으로 일컬어지기도 했다.

## 배경
1854년 미국 의회는 캔자스 네브라스카 법을 통과시켰다. 이 법에는 미합중국에 노예주 또는 자유주로서 가맹할 지를 주민들의 손으로 결정한다는 규정이 명시되어 있었다. 이 독트린은 국민 주권으로 알려지게 되었다. 북부에서 조직된 노예폐지론자 집단이 미주리에서 온 노예제도 찬성론자들과 균형을 맞추기 위해 파견되었다. 결과적으로 노예제도 찬반론자 집단이 잦은 충돌을 일으키게 되었고, 이것이 블랙잭 전투를 가져오게 되었다.
1856년 5월 21일 헨리 C. 페이트는 750명의 민병대와 함께 로렌스 약탈에 참여를 했다. 그곳에서 프리 스테이트 호텔(Free State Hotel)을 파괴하고, 노예제도 폐지에 찬동하는 2개의 신문사 사무실과 인쇄기를 파괴했다. 그들은 또한 마을을 약탈하기도 했다. 다음 날, 의회에서 사우스캐롤라이나에서 선출된 프레스턴 브룩스는 상원 의사당에서 매사추세츠주 상원 의원인 찰스 섬너를 지팡이로 폭행하는 사건이 발발하게 된다. 브룩스는 섬너가 피를 흘리며 의식불명이 된 상태에서도 폭행을 계속 가했다. 그 사건 이후 존 브라운과 그의 동료 쇼어 대위가 이끄는 무리가 다섯 명의 노예제도 찬성론자들을 포타와토리 크리크에서 칼로 난자해 살해했다.
이 사건은 포타와토미 학살로 알려지게 되었다. 그 학살 사건에 따라서 존 브라운의 두 아들을 포함한 3명의 노예제도 반대론자들이 구속되었다.

## 전투
1856년 6월 2일에 존 브라운과 29명의 동료들이 헨리 페이트와 조우하여 블랙잭 전투를 벌였다. 교전은 브라운의 두 아들이 페이트에 의해 체포되어 수감된 뒤 일어났다. 5시간에 걸친 전투는 브라운의 승리로 이어졌고, 페이트와 22명의 동료들은 포로로 잡혀 몸값을 지불해야 했다. 브라운은 아들을 석방하는 조건으로 그들을 풀어주는 것에 찬성했다.

## 블랙 잭 타운
블랙 잭 타운은 산타페 트레일의 트레일 타운으로 1855년에 설립되었다. 이 마을은 1857년 조합화되었으며, 국경에서의 무력 충돌 위협은 여전히 블랙잭의 문제였다. 한창 발전이 되었을 때는 술집과 우체국, 대장간, 호텔, 만물상회, 의료소, 학교, 2개의 교회가 있었지만, 남북 전쟁 이후 산타페의 교통이 위축되기 시작하여 곧 방폐되었다.

## 유산
일부 역사학자들은 블랙잭 전투를 남북 전쟁의 첫 전투로 간주한다. 전쟁의 공식적인 첫 사건은 1861년 4월 12일 남군에 의한 사우스캐롤라이나주 찰스턴에서 섬터 요새를 습격한 것이었다.